# Saint-Bois
Pour les articles homonymes, voir Bois (homonymie), Bois (communes) et Saint-Bois (homonymie).
Saint-Bois est une ancienne commune française du département de l'Ain et la région Auvergne-Rhône-Alpes. Le 1er janvier 2016, elle fusionne avec Arbignieu pour former la commune nouvelle d'Arboys en Bugey.

## Géographie
La localité de Saint-Bois est située à 9 km au sud de Belley, dans la vallée du Gland.

## Histoire
Le 1er janvier 2016, Saint-Bois fusionne avec Arbignieu sous la commune nouvelle d'Arboys en Bugey dont la création a été actée par un arrêté préfectoral du 29 septembre 2015.

## Toponymie
Durant la Révolution française, la commune prend temporairement le nom de Fromental.

## Politique et administration

### Liste des maires
| Période                                  | Période          | Identité       | Étiquette | Qualité                                |
| ---------------------------------------- | ---------------- | -------------- | --------- | -------------------------------------- |
| avant 1995                               | 1995             | Michel Mollex  |           |                                        |
| juin 1995                                | 31 décembre 2015 | René Vuillerod | DVG       | Président de la Communauté de communes |
| Les données manquantes sont à compléter. |                  |                |           |                                        |

| Période      | Période  | Identité       | Étiquette | Qualité |
| ------------ | -------- | -------------- | --------- | ------- |
| janvier 2016 | mai 2020 | René Vuillerod |           |         |
| mai 2020     | En cours | Yves Jacquet   |           |         |

## Démographie
L'évolution du nombre d'habitants est connue à travers les recensements de la population effectués dans la commune depuis 1793. Pour les communes de moins de 10 000 habitants, une enquête de recensement portant sur toute la population est réalisée tous les cinq ans, les populations de référence des années intermédiaires étant quant à elles estimées par interpolation ou extrapolation. Pour la commune, le premier recensement exhaustif entrant dans le cadre du nouveau dispositif a été réalisé en 2007.
En 2018, la commune comptait 138 habitants, en évolution de +4,55 % par rapport à 2012 (Ain : +5,15 %, France hors Mayotte : +2,11 %).
| 1793 | 1800 | 1806 | 1821 | 1831 | 1836 | 1841 | 1846 | 1851 |
| ---- | ---- | ---- | ---- | ---- | ---- | ---- | ---- | ---- |
| 428  | 330  | 417  | 372  | 422  | 394  | 371  | 392  | 421  |

| 1856 | 1861 | 1866 | 1872 | 1876 | 1881 | 1886 | 1891 | 1896 |
| ---- | ---- | ---- | ---- | ---- | ---- | ---- | ---- | ---- |
| 395  | 368  | 363  | 362  | 353  | 325  | 313  | 312  | 323  |

| 1901 | 1906 | 1911 | 1921 | 1926 | 1931 | 1936 | 1946 | 1954 |
| ---- | ---- | ---- | ---- | ---- | ---- | ---- | ---- | ---- |
| 276  | 269  | 245  | 219  | 205  | 215  | 219  | 212  | 179  |

| 1962 | 1968 | 1975 | 1982 | 1990 | 1999 | 2006 | 2007 | 2012 |
| ---- | ---- | ---- | ---- | ---- | ---- | ---- | ---- | ---- |
| 146  | 145  | 123  | 116  | 113  | 102  | 116  | 118  | 132  |

| 2017 | 2018 | - | - | - | - | - | - | - |
| ---- | ---- | - | - | - | - | - | - | - |
| 137  | 138  | - | - | - | - | - | - | - |

## Culture et patrimoine

### Lieux et monuments
- Ruines du château de Châtillonnet : les ruines se dressent sur un rocher tombant à pic sur le Gland. Il n’en subsiste que quelques vestiges. Ce fief fut possédé par les familles de Seyssel, de Bienvenue, de Luyset, de Dortan, Sauvage.
- Vestiges du château de Perrozet (tour et vieille porte). Le château, cité vers 1460, est en ruines à la fin du XVIe ou au début du XVIIe siècle[7].
- Vieux ponts du Sauget et de Saint-Bois.